# Egor Krid

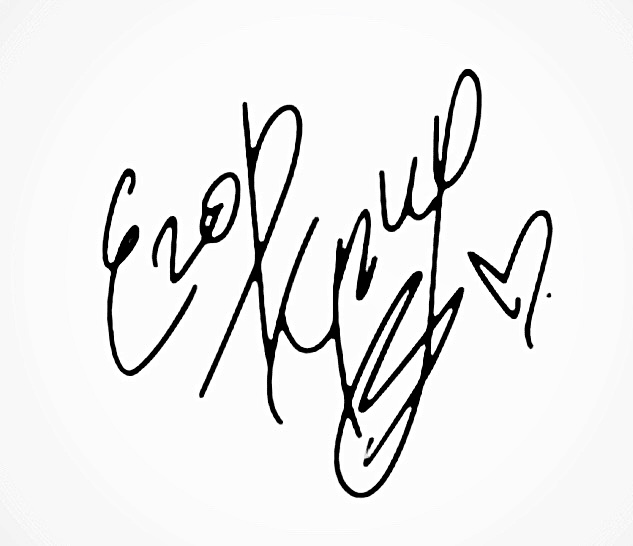
Firma di Egor Krid

Egor Krid (in russo Егор Крид?), pseudonimo di Egor Nikolaevič Bulatkin (in russo Егор Николаевич Булаткин?; Penza, 25 giugno 1994), è un rapper e cantante russo.

## Biografia
Originario di Penza, Egor Bulatkin ha provato un forte desiderio per la musica fin da bambino. Per la prima volta il cantante ha pensato di diventare musicista già all'età di 11 anni, quando ha sentito la canzone di Candy Shop di 50 Cent. Ha frequentato il Liceo linguistico n° 2 nella città di Penza e dopo il liceo si è iscritto presso l'Accademia russa di musica Gnesin a Mosca.
Nel 2011 ha realizzato una cover di Ne schodi s uma, brano di Timati, che ha permesso all'artista di firmare un contratto con la Black Star. È salito alla ribalta grazie alla hit Samaja samaja, che è risultata una delle canzoni più trasmesse nelle radio russe nel corso del 2014 secondo la Tophit. L'anno seguente il brano ha conquistato la 16ª posizione della classifica annuale russa, mentre la traccia Nevesta, contenuta nel primo album in studio Cholostjak, è figurata 47ª nella medesima graduatoria. Discorso simile in Ucraina, dove Samaja samaja e Nevesta si sono piazzate rispettivamente al 13º e al 55º posto. Anche i brani Mne nravitsja e Budil'nik hanno riscosso successo, poiché hanno trascorso 21 e 13 settimane nella hit parade dei singoli russa.
Nel 2017 sono seguiti Esli ty menja ne ljubiš', singolo in collaborazione con Molly, che grazie a 433 368 passaggi radiofonici è divenuto il 68º brano di maggior successo in Russia dell'intero anno, e Sleza, la sua quarta top ten in Russia. Il primo di essi è incluso nel secondo album in studio Čto oni znajut?, che è rimasto nella classifica dei dischi lettone redatta dalla Latvijas Izpildītāju un producentu apvienība per oltre 80 settimane. Ha successivamente ottenuto la sua prima top ten sia in Lettonia che in Estonia grazie a Cvet nastroenija čërnyj, realizzato con Filipp Kirkorov.
A giugno 2019 ha lasciato la Black Star per entrare a far parte della divisione russa della Warner. Con questa etichetta ha pubblicato il terzo disco 58, che ha esordito nelle classifiche di Estonia, Lettonia e Lituania. L'anno seguente è stato pubblicato il quarto album Pussy Boy, che ha debuttato al 22º posto nella Albumų Top 100 lituana.
La sua prima numero uno nella Russia Songs è stata ricavata per mezzo di Otpuskaju, una collaborazione con MakSim uscita nel febbraio 2022. L'artista ha in seguito pubblicato una serie di singoli stand-alone, tra cui il successo radiofonico We Gotta Get Love (2022) e Dym (con Jony; 2023); quest'ultimo ha anticipato il quinto LP Men'še čem tri, reso disponibile per il consumo nel novembre 2024.
Egor Krid ha ricevuto vari riconoscimenti, tra cui cinque candidature nell'ambito del premio Viktorija, l'equivalente russo dei Grammy Award.

## Discografia
- 2015 – Cholostjak
- 2017 – Čto oni znajut?
- 2020 – 58
- 2021 – Pussy Boy
- 2024 – Men'še čem tri

## Filmografia
- (Ne)ideal'nyj mužčina, regia di Marjus Vajsberg (2020)

## Riconoscimenti
- Premija glavnye lica
  - 2025 – Show dell'anno (VTB Arena)[31]

- Premija Muz-TV
  - 2015 – Svolta dell'anno[32]
  - 2016 – Candidatura al Miglior album per Cholostjak[33]
  - 2016 – Candidatura al Miglior video maschile per Budil'nik[33]
  - 2017 – Candidatura al Miglior video per Gde ty, gde ja[34]
  - 2017 – Miglior video maschile per Mne nravitsja[34]
  - 2018 – Miglior video maschile per Potraču[35]
  - 2018 – Candidatura al Miglior video per Esli ty menja ne ljubiš'[35]
  - 2018 – Candidatura al Miglior duetto per Esli ty menja ne ljubiš'[35]
  - 2018 – Candidatura alla Miglior canzone di runet per Guči[35]
  - 2019 – Miglior duetto per Cvet nastroenija čërnyj[36]
  - 2019 – Trendsetter[36]
  - 2019 – Candidatura al Miglior duetto per Časiki[37]
  - 2021 – Miglior video maschile per Serdceedka[38]
  - 2021 – Candidatura al Miglior album per 58[39]
  - 2025 – Candidatura al Miglior sul web[40]

- Premija RU.TV
  - 2015 – Miglior canzone per Samaja samaja[41]
  - 2016 – Candidatura al Miglior cantante maschile[42]
  - 2016 – Candidatura al Miglior video di danza per Budil'nik[42]
  - 2017 – Candidatura alla Miglior canzone per Mne nravitsja[43]
  - 2018 – Candidatura al Miglior duetto per Esli ty menja ne ljubiš'[44]
  - 2018 – Candidatura al Miglior cantante maschile[44]
  - 2018 – Candidatura al Miglior video girato all'estero per Potraču[44]
  - 2018 – Miglior fan club[45]

- Rossijskaja nacional'naja muzykal'naja premija Viktorija
  - 2016 – Candidatura alla Hit dance dell'anno per Budil'nik[26]
  - 2018 – Candidatura al Miglior artista hip hop per Million alych roz[27]
  - 2019 – Candidatura al Miglior artista hip hop per Serdceedka[28]
  - 2022 – Candidatura al Miglior artista hip hop per Lambo Urus[29]
  - 2024 – Candidatura al Miglior artista hip hop per Plačut nebesa[30]

- Žara Media Awards
  - 2024 – Candidatura alla Collaborazione dell'anno per Dym[46]
  - 2024 – Hit dell'anno per Dym[47]

- Žara Music Awards
  - 2019 – Collaborazione dell'anno per Časiki[48]
  - 2020 – Artista maschile dell'anno[49]
  - 2020 – Colonna sonora dell'anno per Golubye glaza[49]
  - 2021 – Collaborazione dell'anno per Mr. & Mrs. Smith[50]
  - 2021 – Candidatura all'Artista maschile dell'anno[51]
  - 2021 – Candidatura all'Album dell'anno per 58[51]
  - 2021 – Candidatura al Video dell'anno per Mr. & Mrs. Smith[51]
  - 2022 – Video dell'anno per Golos[52]
  - 2023 – Miglior streaming[53]
  - 2023 – Svjaz' pokolenij[53]
  - 2024 – Artist 10-letija[54]
  - 2025 – Artista maschile dell'anno[55]
  - 2025 – Album dell'anno per Men'še čem tri[55]